# Юрген Шпарвассер
Юрген Шпарвассер (нім. Jürgen Sparwasser; нар. 4 червня 1948, Гальберштадт) — німецький футболіст. Грав нападаючим і атакуючим півзахисником у «Магдебурзі».

## Біографія
За 53 гри у складі Збірної НДР з футболу забив 15 голів.
Здобув широку популярність у 1974 році, коли команда НДР єдиний раз за свою історію виступала на фінальному турнірі чемпіонату світу, який проходив на території сусідньої ФРН.
У першому раунді команди НДР і ФРН опинилися в одній групі. Матч між командою НДР і майбутнім чемпіоном світу, що відбувся 22 червня 1974 року, завершився сенсаційною перемогою НДР з рахунком 1:0. Гол на 77-й хвилині матчу забив саме Юрген Шпарвассер.
Цей гол тривалий час показували по телебаченню НДР в ідеологічних цілях. Однак, надалі, Юрген Шпарвассер, будучи запрошеним на турнір ветеранів у ФРН, відмовився повертатися в НДР.
У ФРН Шпарвассер спочатку виконував обов'язки помічника тренера, у 1988—1990 роках допомагав Карлу-Хайнцу Фельдкампу тренувати «Айнтрахт» (Франкфурт-на-Майні), потім став головним тренером команди «Darmstadt 98» (друга Бундесліга). Тепер співпрацює як експерт з рядом друкованих видань і телеканалів Німеччини.

## Досягнення
- Чемпіон НДР (3): 1971/72, 1973/74, 1974/75
- Володар Кубка НДР (4): 1968/69, 1972/73, 1977/78, 1978/79
- Володар Кубка володарів кубків УЄФА: 1973/74

Збірні
- Бронзовий олімпійський призер: 1972
- Чемпіон Європи (U-18): 1965

Особисті
- Номінант на «Золотий м'яч»: 1974
- Кращий бомбардир «Магдебурга» в єврокубках: 20 голів

## Статистика виступів
| Клуб              | Сезон             | Ліга | Ліга | Кубок НДР | Кубок НДР | Єврокубки | Єврокубки | Всього | Всього |
| Клуб              | Сезон             | Ігри | Голи | Ігри      | Голи      | Ігри      | Голи      | Ігри   | Голи   |
| ----------------- | ----------------- | ---- | ---- | --------- | --------- | --------- | --------- | ------ | ------ |
| Магдебург         | 1965/66           | 6    | 2    | ?         | ?         | 1         | 0         | 7+     | 2+     |
| Магдебург         | 1966/67           | 27   | 22   | ?         | ?         | -         | -         | ?      | ?      |
| Магдебург         | 1967/68           | 21   | 9    | ?         | ?         | 0         | 0         | ?      | ?      |
| Магдебург         | 1968/69           | 23   | 11   | 1+        | 1+        | 0         | 0         | 24+    | 12+    |
| Магдебург         | 1969/70           | 24   | 9    | ?         | ?         | 4         | 3         | 28+    | 12+    |
| Магдебург         | 1970/71           | 25   | 14   | ?         | ?         | 0         | 0         | ?      | ?      |
| Магдебург         | 1971/72           | 25   | 7    | ?         | ?         | 0         | 0         | ?      | ?      |
| Магдебург         | 1972/73           | 21   | 6    | 1+        | 2+        | 4         | 4         | 26+    | 12+    |
| Магдебург         | 1973/74           | 24   | 12   | ?         | ?         | 9         | 3         | 33+    | 15+    |
| Магдебург         | 1974/75           | 11   | 7    | ?         | ?         | 2         | 2         | 13+    | 9+     |
| Магдебург         | 1975/76           | 25   | 13   | ?         | ?         | 2         | 0         | 27+    | 13+    |
| Магдебург         | 1976/77           | 24   | 10   | ?         | ?         | 6         | 2         | 30+    | 12+    |
| Магдебург         | 1977/78           | 22   | 6    | 1+        | ?         | 8         | 5         | 31+    | 11+    |
| Магдебург         | 1978/79           | 20   | 5    | 1+        | ?         | 4         | 1         | 25+    | 6+     |
| Всього за кар'єру | Всього за кар'єру | 298  | 133  | 49        | 20        | 40        | 20        | 387    | 173    |